# Sainte-Hélène-du-Lac
Sainte-Hélène-du-Lac là một xã thuộc tỉnh Savoie trong vùng Auvergne-Rhône-Alpes ở đông nam nước Pháp.